# Manis tetradactyla
Il pangolino dalla coda lunga (Manis tetradactyla, Linnaeus, 1766) è un mammifero dell'ordine dei Pholidota.

## Descrizione

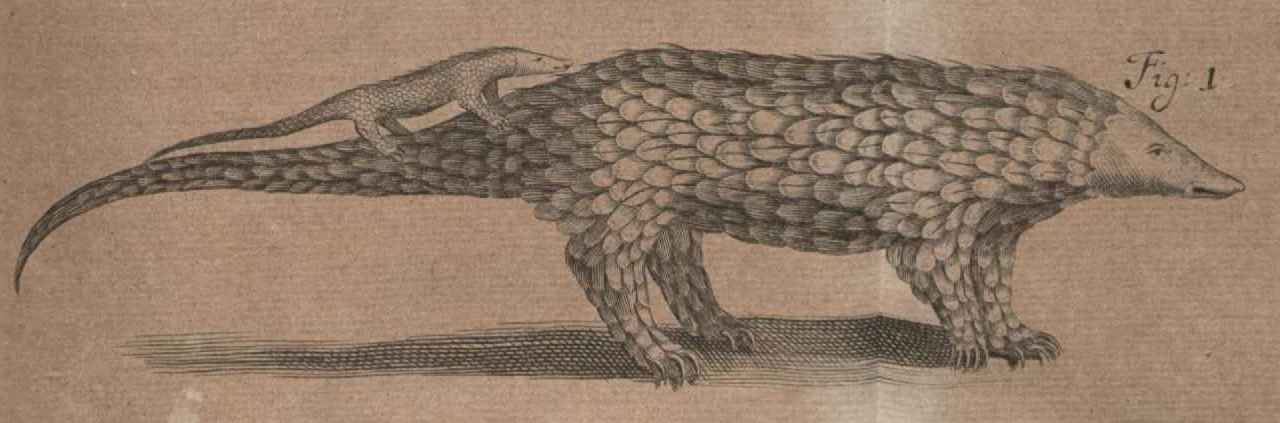
Rappresentazione di un pangolino in una tavola degli Acta Eruditorum del 1689

È uno dei pangolini più piccoli: la lunghezza del corpo, testa compresa, è tra 30 e 40 cm; quella della coda tra 60 e 70 cm; la lunga coda, che dà il nome alla specie, è prensile. Questa specie di pangolino ha fino a 47 vertebre caudali, più di qualsiasi altro mammifero conosciuto. Le zampe sono tozze e terminano con lunghi artigli curvi.

## Biologia
La dieta consiste soprattutto di formiche e solo occasionalmente di termiti. È  una specie diurna e arboricola. Scende raramente al suolo, ma è un buon nuotatore.

## Distribuzione e habitat
La specie è diffusa nelle foreste di una vasta zona dell'Africa sub-sahariana: dalla costa atlantica compresa tra la Guinea e l'Angola, attraverso la Repubblica Centrafricana e la Repubblica Democratica del Congo, fino al Sudan e all'Uganda.

## Conservazione
La IUCN red list classifica questa specie come vulnerabile. Vi sono tuttavia poche informazioni sulla specie, che probabilmente, come gli altri pangolini, è in diminuzione per effetto della deforestazione e della caccia cui è soggetto sia per utilizzarne la carne sia per il presunto uso medicinale delle scaglie.